# Station Lelystad Centrum
Station Lelystad Centrum is het spoorwegstation van Lelystad, de hoofdstad van de Nederlandse provincie Flevoland. Het werd geopend op 28 mei 1988 als (voorlopig) eindpunt van de Flevolijn vanuit Weesp, die met ingang van 9 december 2012 als Hanzelijn verlengd is naar Zwolle.
Het station is gelegen op een viaduct en heeft nu vier sporen langs twee eilandperrons met een glazen overkapping. Architect van het station is Peter Kilsdonk, destijds werkzaam voor NS. Aan de oostzijde ligt het Stadshart.
In 2008 begon de verbouwing van het station vanwege de verlenging van de Flevolijn als Hanzelijn naar Zwolle. Het station is uitgebreid met een tweede eilandperron en twee sporen. Bij de bouw was rekening gehouden met deze uitbreiding. Er lagen drie viaducten, waarop in totaal vier sporen konden liggen. Het noordelijkste viaduct was in gebruik als fietspad.  Het station is in gebruik voor zowel Flevolijn als Hanzelijn.
Lelystad Centrum is het enige station van Lelystad. Het oorspronkelijk geplande station Lelystad Zuid is wegens stagnatie van de woningbouw alleen in ruwbouw aanwezig en zal misschien worden afgebouwd als de woonwijk Warande voldoende reizigers kan opleveren. Een plan voor een station Lelystad Noord als overstappunt naar de Noordoostpolder bleek niet levensvatbaar.
Een videoclip voor het lied Marina van Rocco Granata met dansers van The Carnations is in 1989 opgenomen op het perron.

## OV-chipkaart
Dit station is sinds 2014 afgesloten met OVC-poorten.

## Treinen
| Serie            | Treinsoort                                       | Route | Bijzonderheden |
| ---------------- | ------------------------------------------------ | --- | --- |
| 700              | Intercity (NS)                                   | Schiphol Airport – Amsterdam Zuid – Almere Centrum – Lelystad Centrum – Zwolle – Assen – Groningen                                                        | Vormt tussen Schiphol Airport en Zwolle een halfuurdienst met serie 800. Vormt tussen Zwolle en Groningen een halfuurdienst met serie 500. Sommige treinen tussen Zwolle en Groningen stoppen op alle stations. (alleen 's morgens vroeg en 's avonds laat)                                   |
| 800              | Intercity (NS)                                   | Schiphol Airport – Amsterdam Zuid – Almere Centrum – Lelystad Centrum – Zwolle – Meppel – Leeuwarden                                                      | Vormt een halfuurdienst tussen Schiphol Airport en Zwolle met serie 700 en tussen Zwolle en Leeuwarden met serie 600. Sommige treinen tussen Zwolle en Leeuwarden stoppen op alle stations. (alleen 's morgens vroeg en 's avonds laat).                                                      |
| 2400             | Intercity direct (NS)                            | Lelystad Centrum – Almere Buiten – Almere Centrum – Amsterdam Zuid – Schiphol Airport – Rotterdam Centraal                                                | Via HSL. Wordt na 20:00 uur en op zondag vervangen door Intercity direct 12400 die enkel tussen Amsterdam Zuid en Rotterdam Centraal rijdt. Vormt een halfuursdienst met Eurocity direct 9500. Rijdt tot 8:00 richting Lelystad twee maal per uur ter vervanging van de Eurocity direct 9500. |
| 4300             | Sprinter (NS)                                    | Den Haag Centraal – Leiden Centraal – Schiphol Airport – Amsterdam Zuid – Weesp – Almere Centrum – Almere Buiten – Almere Oostvaarders – Lelystad Centrum | |
| 9000             | Sprinter (NS)                                    | Leeuwarden – Meppel – Zwolle – Lelystad Centrum | Rijdt na 20:00 uur en in het weekend 1x/uur tussen Leeuwarden en Zwolle. Rijdt na 21:00 uur 1x/uur op het hele traject. |
| 9500             | Eurocity Direct, Beneluxtrein (NS International) | Lelystad Centrum – Almere Buiten – Almere Centrum – Amsterdam Zuid – Schiphol Airport – Rotterdam Centraal – Antwerpen-Centraal – Brussel-Zuid            | Via HSL. Tussen Schiphol en Rotterdam is bij een reis binnen Nederland een toeslag verschuldigd. Rijdt na 20:00 uur, zaterdagochtend vroeg en op zondag enkel tussen Amsterdam Zuid en Brussel-Zuid v.v.                                                                                      |
| Nachttrein 32740 | Nachttrein (Arriva)                              | Zwolle – Lelystad Centrum – Almere Centrum – Amsterdam Centraal – Schiphol Airport                                                                        | Rijdt alleen in de nachten van vrijdag op zaterdag en zaterdag op zondag. |
| Nachttrein 32780 | Nachttrein (Arriva)                              | Groningen – Assen – Zwolle – Lelystad Centrum – Almere Centrum – Amsterdam Centraal – Schiphol Airport                                                    | Rijdt alleen in de nacht van vrijdag op zaterdag. |

## Bussen
Tot 1988 was het busstation Gordiaan van de toenmalige vervoerder VAD gelegen ten noorden van het huidige busstation.
| Lijn                                                   | Route                                                                                                  | Bijzonderheden |
| EBS (Concessie IJssel-Vecht - Stadsdienst Lelystad)    | EBS (Concessie IJssel-Vecht - Stadsdienst Lelystad)                                                    | EBS (Concessie IJssel-Vecht - Stadsdienst Lelystad)                                                                                    |
| ------------------------------------------------------ | --- | --- |
| 1                                                      | Station Centrum - Tjalk - Botter - Schoener - Noordersluis - Lelystad-Haven                            | |
| 2                                                      | Station Centrum - Gondel - Punter - Jol - Kustwijk                                                     | |
| 3                                                      | Station Centrum - Karveel - Boeier - Batavia Stad                                                      | |
| 4                                                      | Station Centrum - Zuiderzeewijk - Lelycentre                                                           | |
| 5                                                      | Station Centrum → Lelycentre → Atolwijk → Archipel → Station Centrum                                   | |
| 6                                                      | Station Centrum → Ziekenhuis → Waterwijk → De Landerijen → Horst → Kamp → Ziekenhuis → Station Centrum | Ringlijn in één richting, tegengesteld aan lijn 16                                                                                     |
| 7                                                      | Station Centrum - Ziekenhuis - (Waterwijk - De Landerijen -) Larserpoort - Airport                     | Waterwijk en De Landerijen worden alleen in de spitsrichting bediend                                                                   |
| 8                                                      | Station Centrum - De Rietlanden - Landstrekenwijk - Warande - Hollandse Hout                           | |
| 9                                                      | Station Centrum → Parkhaven → Golfresort → Jagersveld → Station Centrum                                | Buurtbus, gekoppeld aan lijn 10, rijdt niet op zondag                                                                                  |
| 10                                                     | Station Centrum - Oostrandpark - Buitenhof - Bio Science Center                                        | Buurtbus, gekoppeld aan lijn 9, rijdt niet op zondag                                                                                   |
| 11                                                     | Station Centrum - Visarenddreef - Lelystad-Haven                                                       | |
| 16                                                     | Station Centrum → Ziekenhuis → Kamp → Horst → De Landerijen → Waterwijk → Ziekenhuis → Station Centrum | Ringlijn in één richting, tegengesteld aan lijn 6                                                                                      |
| EBS (Concessie IJssel-Vecht - Streekbus)               | | |
| 143                                                    | Lelystad - Swifterbant - Dronten - Kampen                                                              | Rijdt niet op zondagavond |
| EBS (Concessie IJssel-Vecht - snelRRReis)              | | |
| 207                                                    | Lelystad - Harderhaven - Harderwijk                                                                    | |
| 214                                                    | Lelystad - Nagele - Emmeloord - Marknesse - Blokzijl - Wetering - Scheerwolde - Steenwijk              | |
| 218                                                    | Lelystad - Nagele - Urk                                                                                | Rijdt niet 's avonds en in het weekend                                                                                                 |
| Connexxion (Concessie Noord-Holland Noord - Schoolbus) | | |
| 650                                                    | Lelystad - Enkhuizen - Bovenkarspel - Andijk - Wervershoof                                             | Maandag t/m vrijdag buiten schoolvakanties. 1x per dag per richting. 's Ochtends richting Lelystad en 's middags richting Wervershoof. |
| EBS (Concessie IJssel-Vecht - Schoolbus)               | | |
| 663                                                    | Lelystad - Dronten - Kampen GSG Pieter Zandt                                                           | Maandag t/m vrijdag buiten schoolvakanties. 1x per dag per richting. 's Ochtends richting Kampen en 's middags richting Lelystad.      |

## Ontwikkeling aantal reizigers
Het aantal door NS vervoerde reizigers (per gemiddelde werkdag) ontwikkelde zich sedert 2019 als volgt:
| Jaar | Aantal reizigers |
| ---- | ---------------- |
| 2019 | 15.418           |
| 2020 | 8.027            |
| 2021 | 8.279            |
| 2022 | 10.395           |
| 2023 | 11.247           |
| 2024 | 12.592           |

## Fotogalerij

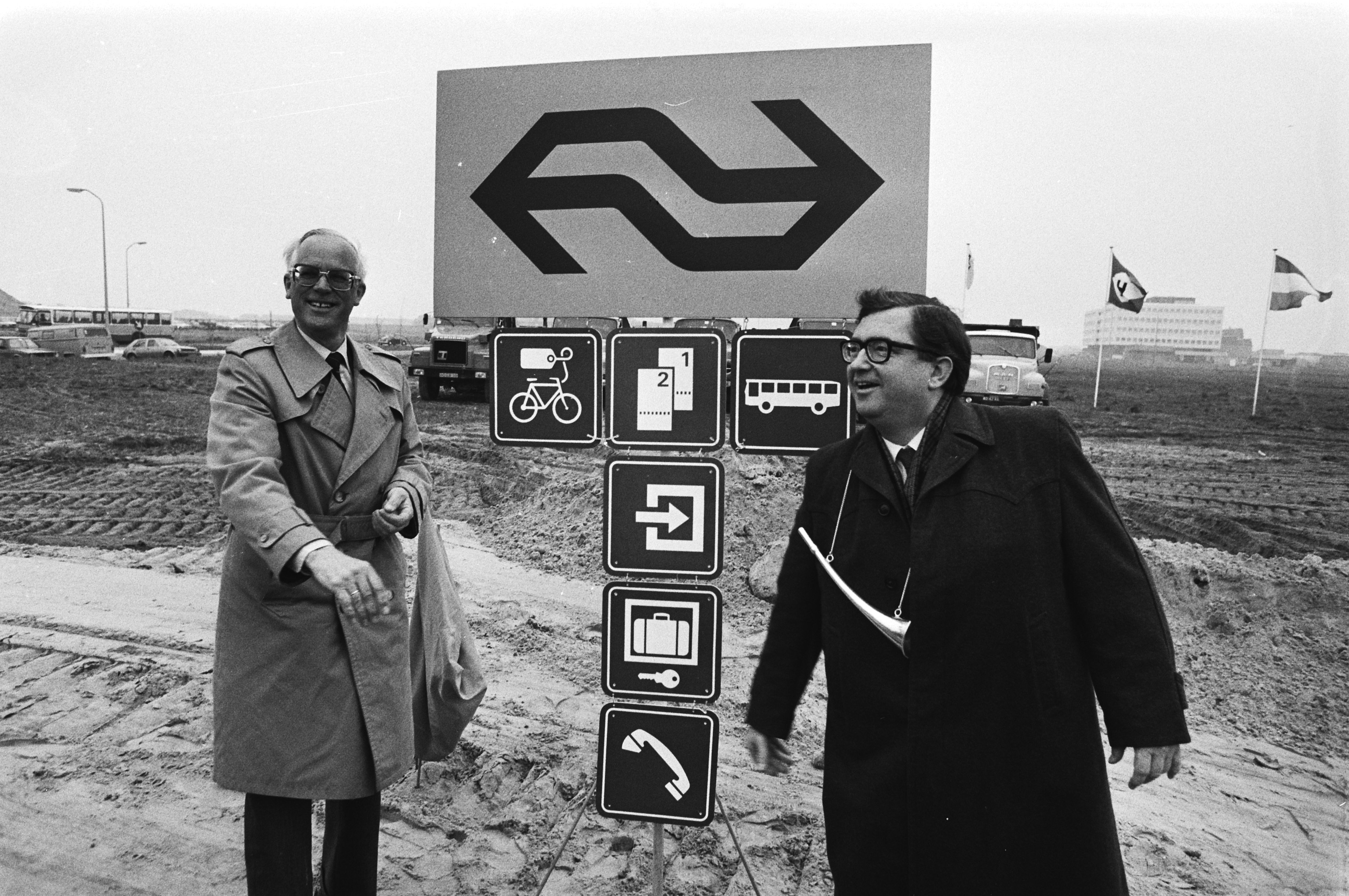
Startsein door Burgemeester Gruyters voor de bouw in 1981
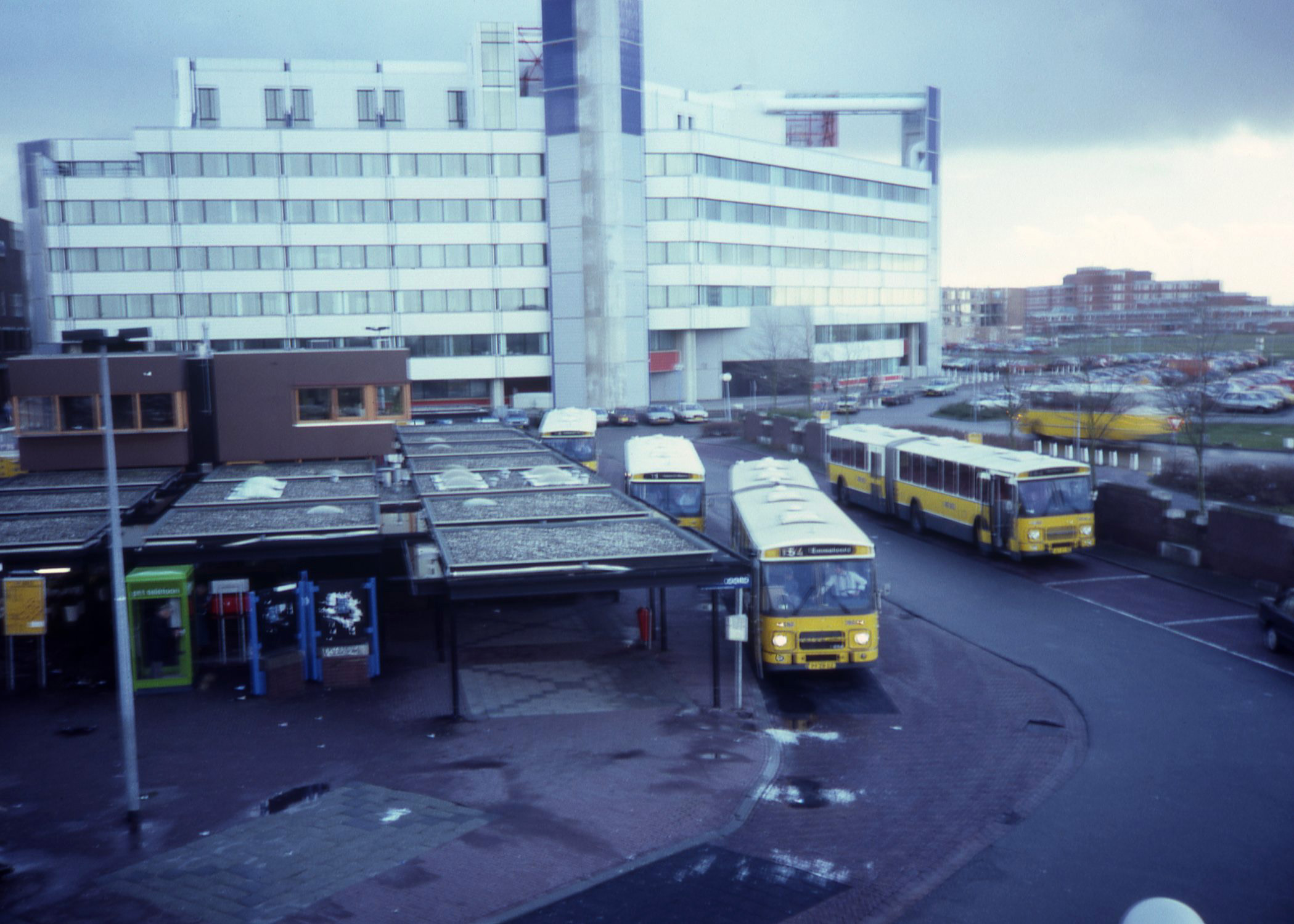
Busstation Gordiaan in 1986, op de achtergrond parkeerterrein nu het busstation en het ziekenhuis.
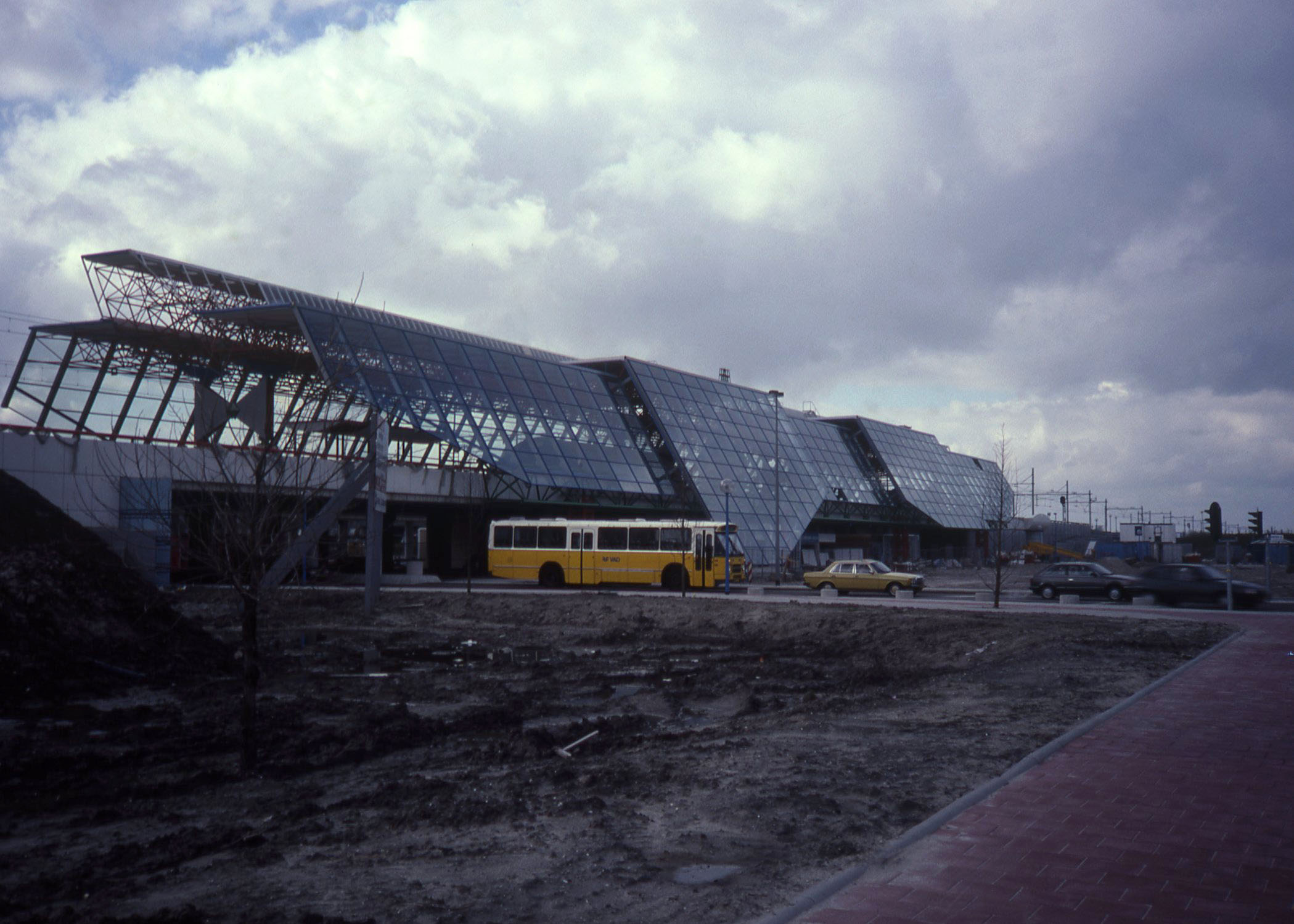
Station kort voor de opening in 1988
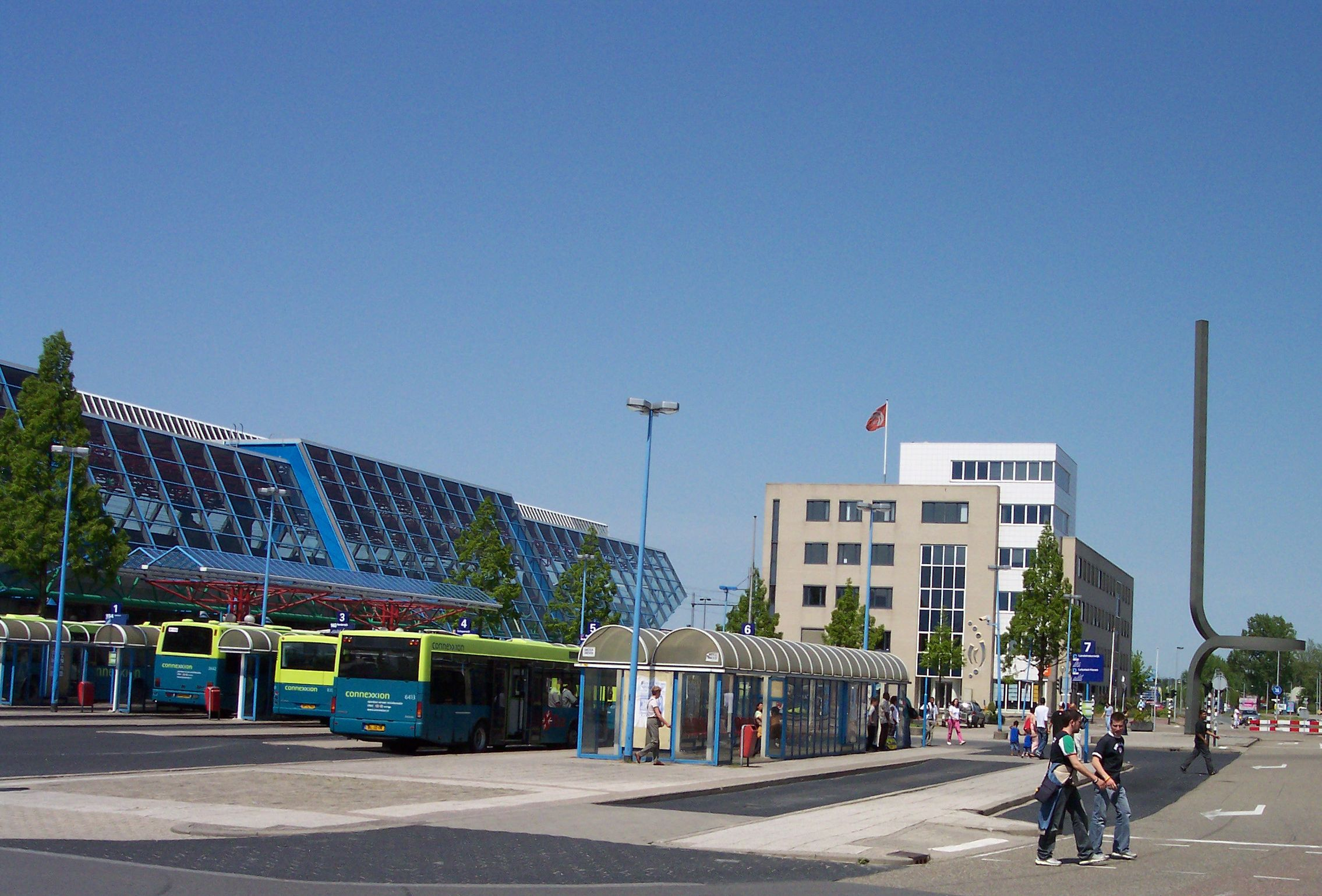
Busstation in 2005
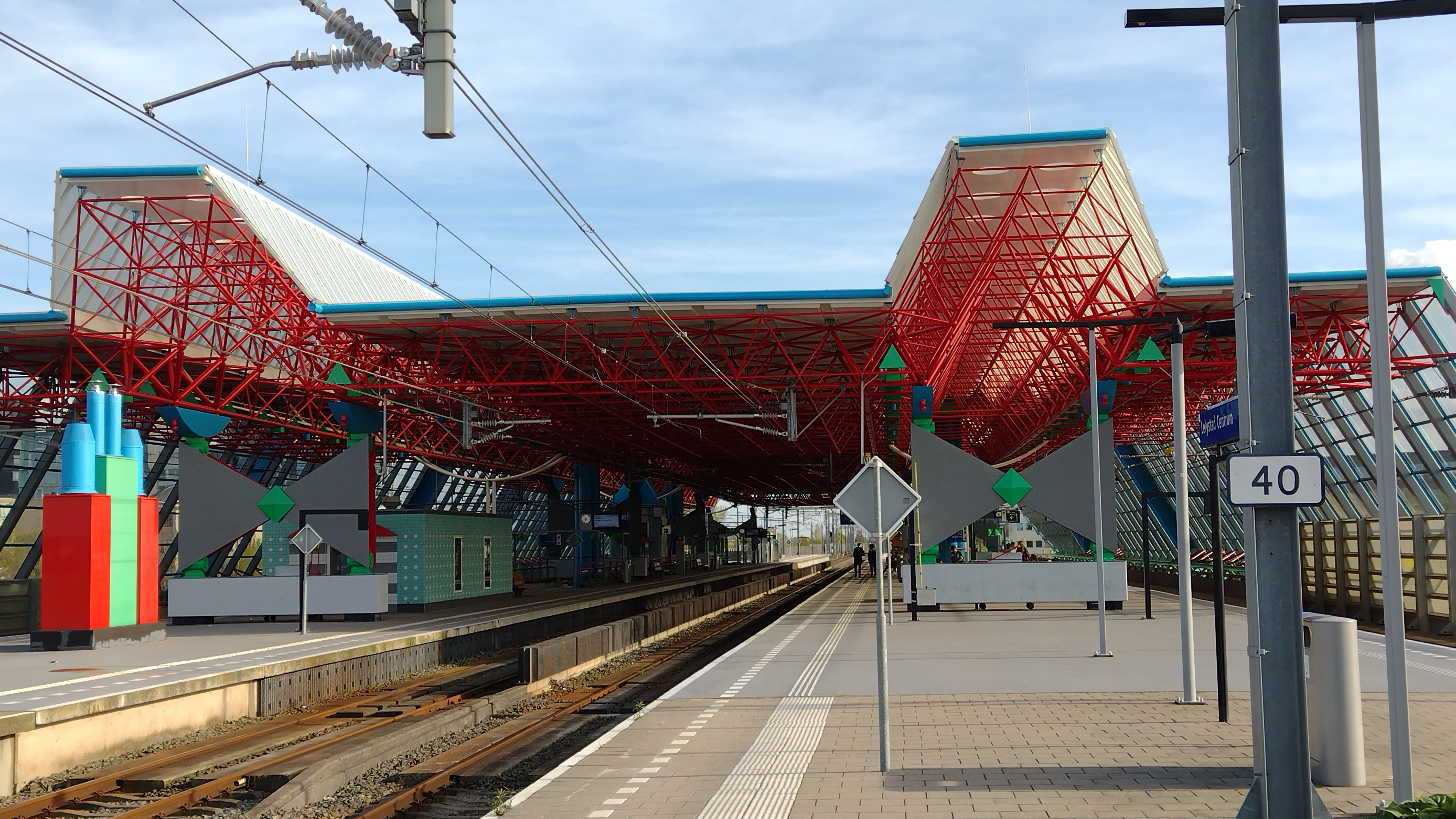
Perrons in 2023